# Норма Каппальї
Норма Гледіс Каппальї (ісп. Norma Gladyz Cappagli; 20 вересня 1939, Буенос-Айрес, Аргентина — 22 грудня 2020, там само) — аргентинська модель, переможниця конкурсу Міс Світу 1960 року.

## Життєпис
Народилась 20 вересня 1939 року у Буенос-Айресі, Аргентина.
1960 року, у віці 21-го року, перемогла у конкурсі краси Міс Світу, який проходив у Лондоні. Вона стала першою аргентинкою, яка завоювала цей титул. Як приз вона отримала 500 фунтів та спортивний автомобіль.
Потім працювала моделлю у Крістіна Діора в Парижі.
17 грудня 2020 року Норма Каппальї була збита автобусом на перехресті проспекту Кальяо та вілиці Лас Ерас у Буенос-Айресі, що призвело до серйозних травм та госпіталізації до лікарні Фернандеса, де вона й померла 22 грудня, через п'ять днів після інциденту, у 81-річному віці.